# Karen O'Brien
Karen Linda O'Brien (Aquisgrán, 15 de mayo de 1963) es una geógrafa nacida en Alemania, formada en Estados Unidos y establecida en Noruega.

## Biografía
Karen O'Brien se formó en Estados Unidos. Es licenciada en Relaciones Internacionales en el College of William and Mary de Virginia (Estados Unidos) (1985), máster en Estudios Ambientales por la Universidad de Wisconsin-Madison (1990) y doctorada en Geografía en la Universidad Estatal de Pensilvania (1995). Es catedrática de Geografía Humana de la Universidad de Oslo, Noruega.
Investiga el impacto en poblaciones vulnerables que, según su trabajo, están sometidas a una doble exposición: al cambio climático y a la globalización. La investigación de O’Brien se refiere además al concepto de «adaptación» introducido por Ian Burton desde una perspectiva psicosocial y cultural. La científica habla de tres esferas de adaptación: la práctica (tecnología y comportamiento), la política (estrategias y medidas concretas) y la personal (los valores), para llegar a la transformación que requiere el reto del cambio climático. Ha participado en las reuniones cuarta y quinta del IPCC
Es autora de más de ciento cincuenta publicaciones en revistas especializadas y de varios libros entre los que se encuentran Responding to climate change: the three spheres of transformation (2018) y Climate and Society: Transforming the Future (2019).
En 2020 fue nombrada doctora honoris causa por la universidad sueca de Linköping y galardonada con el Premio Fundación BBVA Fronteras del Conocimiento en Cambio Climático, junto a Ian Burton y Neil Adger «por cambiar el paradigma de la actuación frente al cambio climático, previamente limitada a la mitigación de emisiones de gases de efecto invernadero, al incorporar el concepto de adaptación a los impactos inevitables».